# Anommatus maramarosensis
Anommatus maramarosensis is een keversoort uit de familie knotshoutkevers (Bothrideridae). De wetenschappelijke naam van de soort werd in 1947 gepubliceerd doorZoltán Kaszab.